# Grégory Lefebvre
Pour les articles homonymes, voir Lefebvre.
Grégory Lefebvre est un footballeur français né le 16 octobre 1971 à Calais (Pas-de-Calais). 
Ce joueur de grande taille a évolué comme défenseur principalement à Calais et a été finaliste de la Coupe de France en 2000 alors que le club jouait en CFA. Parallèlement à sa carrière de footballeur, il était intendant de camping cette année-là.
Il est de nos jours directeur du centre de loisirs pour la ville de Guînes

## Carrière de joueur
- 1990-2005 :  Calais RUFC[1]

## Palmarès
- Finaliste de la Coupe de France en 2000 avec le Calais RUFC